# Tricimba curvata
Tricimba curvata är en tvåvingeart som beskrevs av Curtis W. Sabrosky 1961. Tricimba curvata ingår i släktet Tricimba och familjen fritflugor. Inga underarter finns listade i Catalogue of Life.